# هوگو سانچز
هوگو سانچز مارکز (تلفظ صحیح: هوگو سانچِس مارکِس) (به اسپانیایی: Hugo Sánchez Márquez) (زاده ۱۱ ژوئیه ۱۹۵۸)، که بخاطر گل‌های زیادی که می‌زد به هوگل مشهور شده بود، مربی مکزیکی و یک بازیکن بازنشسته و سرشناس است. این بازیکن در همان تابستان به رئال مادرید پیوست تا بهترین سال های دوران فوتبالش را در این تیم کسب کند و پنج قهرمانی پیاپی لالیگا (بین ۱۹۸۶ تا ۱۹۹۰) ، جام یوفا (۱۹۸۶) ، کوپا دل ری (۱۹۸۹) دو سوپرجام اسپانیا (۱۹۸۸ و ۱۹۹۰) را در این تیم کسب کند. هوگو در رئال پنج بار آقای گل لیگ اسپانیا شد : ۱۹۸۵ با ۲۹ ، ۱۹۸۶ با ۲۹ ، ۱۹۸۷ با ۴۳ ، ۱۹۸۸ با ۳۵ و ۱۹۹۰ با ۴۲ گل.